# موريس ويتفيلد
موريس ويتفيلد (بالتشيكية: Maurice Whitfield)‏ مواليد 29 مارس 1973 في فيلادلفيا، هو لاعب كرة سلة تشيكي معتزل. بدأ مسيرته الاحترافية في سنة 1997. يبلغ طوله 6 قدم 1 بوصة (1.9 م). اعتزل اللعب في 2012.

## المسيرة الاحترافية
لعب في جمهورية الدومينيكان في موسم 1997–1998، ثم لعب مع في بوليفيا في موسم 1998–1999، ثم لعب مع نادي سانت جوسيب لكرة السلة في الدوري الإسباني في سنة 2008، ثم لعب مع نادي لاردة لكرة السلة من سنة 2009 إلى 2012.

## روابط خارجية
- موريس ويتفيلد على موقع الاتحاد الدولي لكرة السلة (الإنجليزية)
- موريس ويتفيلد على موقع الدوري الإسباني لكرة السلة (الإسبانية)
- موريس ويتفيلد على موقع كرة السلة الأوروبية.كوم (الإنجليزية)
- موريس ويتفيلد على موقع ريلجم (الإنجليزية)
- موريس ويتفيلد على موقع بروبوليرز (الإنجليزية)
- موريس ويتفيلد على موقع سبورتس رفرنس (الإنجليزية)